# Mortimer Leo und Frieda Fanny Schiff
Mortimer Leo und Frieda Fanny Schiff ist ein Doppelporträt in Gestalt eines bronzenen Reliefs, das Augustus Saint-Gaudens in den Jahren 1884/85 schuf. Saint-Gaudens fertigte später noch mehrere Kopien dieses Werks an, darunter auch eine Version aus Marmor, die sich im Metropolitan Museum of Art befindet.

## Geschichte und Beschreibung
Mortimer Leo und Frieda Fanny Schiff waren die Kinder des Bankiers und Börsenmaklers Jacob Henry Schiff und seiner Ehefrau Therese, geb. Loeb. Sie wurden in den Jahren 1876 und 1877 geboren. Bereits im Jahr 1882 gab Ernest Joseph Cassel ihr Porträt bei Saint-Gaudens in Auftrag, zunächst gegen den Willen ihres Vaters, der den Künstler für zu bedeutend hielt, um seine beiden Kinder abzubilden. Da Cassel aber auf der Idee bestand, wurde das Relief schließlich angefertigt und 1885 im Haus der Familie Schiff in Oyster Bay, Long Island aufgehängt.
Das Relief gilt als das anspruchsvollste unter den Reliefporträts von Saint-Gaudens. Er fertigte mindestens 14 Entwürfe an. Schließlich stellte er die beiden Kinder in einen angedeuteten architektonischen Rahmen, der dem lebensgroßen Doppelporträt räumliche Tiefe verleiht, und fügte der Komposition eine Abbildung seines Scottish Deerhounds Dunrobin hinzu: Hand in Hand schreiten die beiden Kinder nach rechts. Frieda, die Ältere, hält mit der linken Hand das Halsband des vorwärtsdrängenden Dunrobin fest, Mortimer Leo, einen halben Kopf kleiner als seine Schwester, lässt sich von dieser führen und hält in seiner herabhängenden rechten Hand seine Kopfbedeckung. Die Gesichter der beiden Kinder sind im Profil gezeigt; Frieda trägt ihre langen, leicht gelockten Haare offen. Oberhalb der Köpfe der Kinder befindet sich Rankenwerk und eine Beischrift. 
Das Relief vereint naturalistische Elemente mit denen der Klassik, der Renaissance und der französischen Kunst der Zeit Saint-Gautiers und gilt als eines der einprägsamsten Kunstwerke des Gilded Age. Jacob Schiff gab später die Marmorversion in Auftrag, die 1906/07 angefertigt wurde und die er dem Metropolitan Museum of Art schenkte. 
Mortimer Leo Schiff starb 1931 im Alter von 54 Jahren als Seniorpartner von Kuhn, Loeb & Co. an einem Herzinfarkt, Frieda Fanny Schiff lebte nach ihrer Eheschließung mit Felix M. Warburg als Frieda Schiff Warburg bis 1958.
Sie wurde außer von Saint-Gaudens u. a. auch von Anders Zorn porträtiert. Nach dem Tod ihrer Eltern und ihres Ehemanns repräsentierte sie die karitative Tradition ihrer Familie.